# Lekkoatletyka na Letnich Igrzyskach Olimpijskich 2024 – bieg na 5000 m kobiet
Bieg na 5000 metrów kobiet był jedną z konkurencji lekkoatletycznych rozgrywanych podczas igrzysk olimpijskich w Paryżu.

## Terminarz
| Data            | Godzina |         |
| --------------- | ------- | ------- |
| 2 sierpnia 2024 | 18:10   | Runda 1 |
| 5 sierpnia 2024 | 21:15   | Finał   |

## Rekordy
Przed rozpoczęciem zawodów aktualny rekord świata i rekord olimpijski były następujące:
|                   | Zawodnik         | Wynik    | Miejsce        | Data             |
| ----------------- | ---------------- | -------- | -------------- | ---------------- |
| Rekord świata     | Gudaf Tsegay     | 14:00.21 | Eugene         | 17 sierpnia 2023 |
| Rekord olimpijski | Vivian Cheruiyot | 14:26.72 | Rio de Janeiro | 19 sierpnia 2016 |

## Wyniki

### Runda 1
Rozegrano 2 biegi eliminacyjne. Do finału awansowało 8 pierwszych zawodniczek z każdego biegu. 

#### Bieg 1
| Poz. | Zawodniczka        | Reprezentacja     | Czas            | Uwagi |
| ---- | ------------------ | ----------------- | --------------- | ----- |
| 1    | Faith Kipyegon     | Kenia             | 14:57.56        | Q     |
| 2    | Sifan Hassan       | Holandia          | 14:57.65 (.641) | Q     |
| 3    | Nadia Battocletti  | Włochy            | 14:57.65 (.647) | Q     |
| 4    | Margaret Kipkemboi | Kenia             | 14:57.70        | Q     |
| 5    | Gudaf Tsegay       | Etiopia           | 14:57.84        | Q     |
| 6    | Ejgayehu Taye      | Etiopia           | 14:57.97        | Q     |
| 7    | Elise Cranny       | Stany Zjednoczone | 14:58.55        | Q     |
| 8    | Karissa Schweizer  | Stany Zjednoczone | 14:59.64        | Q     |
| 9    | Nozomi Tanaka      | Japonia           | 15:00.62        |       |
| 10   | Marta García       | Hiszpania         | 15:08.87        |       |
| 11   | Mariana Machado    | Portugalia        | 15:23.26        |       |
| 12   | Belinda Chemutai   | Uganda            | 15:23.90        |       |
| 13   | Lauren Ryan        | Australia         | 15:29.35        |       |
| 14   | Hanna Klein        | Niemcy            | 15:31.85        |       |
| 15   | Lisa Rooms         | Belgia            | 15:37.55        |       |
| 16   | Agate Caune        | Łotwa             | 15:38.19        |       |
| 17   | Yuma Yamamoto      | Japonia           | 15:43.67        |       |
| 18   | Alma Delia Cortés  | Meksyk            | 15:45.33        |       |
| 19   | Briana Scott       | Kanada            | 15:47.30        |       |
| 20   | Ankita Dhyani      | Indie             | 16:19.38        |       |
|      | Joy Cheptoyek      | Uganda            | DNS             |       |

#### Bieg 2
| Poz. | Zawodniczka               | Reprezentacja     | Czas     | Uwagi |
| ---- | ------------------------- | ----------------- | -------- | ----- |
| 1    | Beatrice Chebet           | Kenia             | 15:00.73 | Q     |
| 2    | Medina Eisa               | Etiopia           | 15:00.82 | Q     |
| 3    | Rose Davies               | Australia         | 15:00.86 | Q     |
| 4    | Karoline Bjerkeli Grøvdal | Norwegia          | 15:01.14 | Q     |
| 5    | Francine Niyomukunzi      | Burundi           | 15:01.42 | Q     |
| 6    | Whittni Morgan            | Stany Zjednoczone | 15:02.14 | Q     |
| 7    | Nathalie Blomqvist        | Finlandia         | 15:02.75 | Q     |
| 8    | Joselyn Brea              | Wenezuela         | 15:02.89 | Q     |
| 9    | Isobel Batt-Doyle         | Australia         | 15:03.64 |       |
| 10   | Maureen Koster            | Holandia          | 15:03.66 |       |
| 11   | Laura Galván              | Meksyk            | 15:05.20 |       |
| 12   | Klara Lukan               | Słowenia          | 15:09.61 |       |
| 13   | Esther Chebet             | Uganda            | 15:10.46 |       |
| 14   | Parul Chaudhary           | Indie             | 15:10.68 |       |
| 15   | Samiyah Hassan Nour       | Dżibuti           | 15:13.63 |       |
| 16   | Federica Del Buono        | Włochy            | 15:15.54 |       |
| 17   | Sarah Madeleine           | Francja           | 15:18.62 |       |
| 18   | Viktória Wagner-Gyürkés   | Węgry             | 15:48.24 |       |
| 19   | Wakana Kabasawa           | Japonia           | 15:50.86 |       |
| 20   | Jodie McCann              | Irlandia          | 15:55.08 |       |

### Finał
| Poz.   | Zawodniczka               | Reprezentacja     | Czas     | Uwagi |
| ------ | ------------------------- | ----------------- | -------- | ----- |
| złoto  | Beatrice Chebet           | Kenia             | 14:28.56 |       |
| srebro | Faith Kipyegon            | Kenia             | 14:29.60 | SB    |
| brąz   | Sifan Hassan              | Holandia          | 14:30.61 | SB    |
| 4      | Nadia Battocletti         | Włochy            | 14:31.64 | NR    |
| 5      | Margaret Kipkemboi        | Kenia             | 14:32.23 | SB    |
| 6      | Ejgayehu Taye             | Etiopia           | 14:32.98 |       |
| 7      | Medina Eisa               | Etiopia           | 14:35.43 |       |
| 8      | Karoline Bjerkeli Grøvdal | Norwegia          | 14:43.21 |       |
| 9      | Gudaf Tsegay              | Etiopia           | 14:45.21 | SB    |
| 10     | Karissa Schweizer         | Stany Zjednoczone | 14:45.57 |       |
| 11     | Elise Cranny              | Stany Zjednoczone | 14:48.06 |       |
| 12     | Rose Davies               | Australia         | 14:49.67 |       |
| 13     | Nathalie Blomqvist        | Finlandia         | 14:53.10 |       |
| 14     | Whittni Morgan            | Stany Zjednoczone | 14:53.57 | PB    |
| 15     | Joselyn Brea              | Wenezuela         | 15:17.04 |       |
| 16     | Francine Niyomukunzi      | Burundi           | 15:22.40 |       |